# Scelio copelandi
Scelio copelandi  (лат.) — вид наездников-сцелионид рода Scelio из подсемейства Scelioninae. Назван в честь R. Copeland, коллектора типовой серии.

## Распространение
Африка: Кения.

## Описание
Мелкие перепончатокрылые насекомые (длин тела от 3,28 до 3,89 мм). От близких видов отличается следующими признаками: скульптура мезоскутума с продольным направлением и немного более крупными ячейками и более тонкой скульптурой лица с небольшим дорсовентральным отклонением (у Scelio aphares с сетчатым узором). Основная окраска буровато-чёрная. Тело грубо скульптированное. Усики самок 12-члениковые, а у самцов 10-члениковые. Нижнечелюстные щупики состоят из 3 сегментов, а нижнегубные — 2-члениковые. Жвалы 2-зубые. Глаза неопушенные. Формула голенных шпор: 1-1-1. Предположительно, как и другие близкие виды, паразитоиды яиц саранчовых (Acrididae, Orthoptera). Вид был впервые описан в 2014 году американским энтомологом Мэттью Йодером (Matthew J. Yoder; Department of Entomology, Университет штата Огайо, Колумбус, Огайо, США) по материалам из Африки.